# Эскимология
Эскимология, эскимосоведение, — одно из направлений североведения специализирующееся на комплексном изучении эскимосов Гренландии, Канады, Аляски и России. 

## История
Первые страницы западного эскимосоведения связаны с лексикографическими работами христианского миссионера Эдмунда Джеймса Пека (1850—1924). Основоположниками отечественного научного эскимосоведения являются доктор филологических наук Георгий Алексеевич Меновщиков (1911—1991) и составитель первого эскимосско-русского словаря Екатерина Семёновна Рубцова (1888—1970). 

## Эскимологические организации
В России на профессиональном уровне эскимосский язык изучается в Анадырском многопрофильном колледже и в Институте народов Севера. Из зарубежных европейских исследовательских центров наибольшей известностью пользуется кафедра Эскимологии и арктических исследований Департамента транскультурных и регионоведческих исследований Копенгагенского университета (Дания). На американском континенте большая исследовательская работа проводится Центром туземных языков Аляски (ANLC). Преподавание языка инупиак осуществляется в колледже Илисарвик в Барроу. Среди инуитов Канады исследовательской и регулирующей деятельностью в области языка занимается организация Инуит Тапириит Канатами.

## Известные эскимологи
- Майкл Фортескью
- Майкл Краусс (США)